# 菲爾·萊斯特
菲利普·麥可·「菲爾」·萊斯特（Philip Michael "Phil" Lester，1987年1月30日—），活躍於YouTube的英國影片部落客（YouTuber）以及電臺廣播主持人。2006年3月27日，萊斯特利用他從玉米榖片盒子裡拿到的玩具攝影機，錄下並上傳了他第一支YouTube影片。萊斯特是屬於元老級、資深的YouTuber。頻道內容大多是萊斯特自己的生活日常瑣事，有時會也會創作一些互動遊戲，亦是七秒挑戰的創始者。目前與丹·豪爾同居於倫敦，兩人以Dan and Phil成名，從2013年1月至2016年4月於BBC1擔任廣播節目主持人。